# Carlo Gemelli
Pour les articles homonymes, voir Gemelli.
Carlo Gemelli (4 septembre 1811, Messine - 1er avril 1886, Bologne) est un patriote, historien, lettré et bibliothécaire italien.

## Biographie
Carlo Gemelli naît à Messine de Guglielmo Gemelli et d'Antonia Spadaro dei Mari. Il fréquente la faculté de Jurisprudence de l'Académie Carolina de Messine mais il arrête ses études trois ans plus tard pour entreprendre un voyage dans les grandes villes italiennes. C'est ainsi qu'il entre en contact avec les plus grands intellectuels de son temps et qu'il se rallie à la cause de l'unification italienne.
Une fois rentré à Messine, il reprend ses études et il publie la traduction de plusieurs œuvres grecques de Démosthène, d'Isocrate et de Lucien de Samosate. Il s'immerge dans vie culturelle et politique de Messine en créant plusieurs revues et journaux. En 1833, il fonde avec Carmelo La Farina et le fils de celui-ci, Giuseppe La Farina, le journal Lo Spettatore Zancleo qui sera suivi un an après de la revue mensuelle Il Faro qui tiennent une ligne soutenant l'unification italienne. Les deux journaux seront supprimés en 1837 par l'autorité bourbonienne à la suite de révoltes à Catane, Syracuse et Messine.
Gemelli abandonne donc la Sicile pour la Toscane, comme l'avait déjà fait Giuseppe La Farina quelque temps plus tôt. À Florence, il commence à écrire une œuvre sur Ugo Foscolo qui ne sera publiée que dix ans plus tard.
Carlo revient à Messine en septembre 1847 pour participer à la révolte de Messine dans le cadre de l'insurrection dans le royaume des Deux-Siciles de 1847 mais celle-ci est rapidement réprimée et Gemelli fuit l'arrestation en s'enfuyant à Malte.
Le 12 janvier 1848 débute l'insurrection de Palerme, dans le cadre de la révolution sicilienne. Gemelli revient donc en Sicile et le 22 mai il est nommé député au Parlement sicilien. En avril, il est nommé représentant du gouvernement sicilien auprès du gouvernement de Toscane à Florence. L'échec de la révolution sicilienne l'oblige à un nouvel exil en Angleterre, en Belgique, en Prusse et enfin au Piémont où il fut professeur d'histoire à Ivrée. Il écrivit à cette date la Storia della rivoluzione belgica del 1830 (Histoire de la révolution belge de 1830) en 1858 et la Storia della siciliana rivoluzione del 1848-49 (Histoire de la révolution sicilienne de 1848-49) en 1867.
À la suite de l'unification italienne en 1861, il fut directeur des études d'Ancône. En 1866, il devient vice-bibliothècaire puis bibliothécaire de la bibliothèque universitaire de Bologne. Dans son vieil âge, il s'approche des idées socialistes humanitaires puis, en 1882, il passe à la bibliothèque Estense de Modène et en devient directeur. Passé à la Biblioteca nazionale Braidense en 1885, il y reste jusqu'à sa mort advenue en 1886 à la suite d'un accident vasculaire cérébral.

## Œuvres
- Della vita e delle opere di Ugo Foscolo: libri tre, con un'appendice contenente trentatré lettere di Ugo Foscolo, e un frammento della Storia di Napoli, Florence, 1849.
- Omero e la filosofia greca, Turin, 1853.
- Storia delle relazioni diplomatiche tra la Sicilia e la Toscana negli anni 1848-49: con documenti inediti, Turin, 1853.
- Dello svolgimento dell'idea nazionale in Italia fino al 1848: studio storico , Parme, 1862.
- Storia della rivoluzione belgica dell'anno 1830 , Bologne, 1867.
- Storia della siciliana rivoluzione del 1848-1849, 2 volumes, Bologne, 1867.
- Notizie storiche sulla R. Biblioteca universitaria di Bologna, avec appendice, Bologne, 1872.
- Lezioni sul comunismo e socialismo antico e moderno , Bologne, 1876.
- Ritratti dei fratelli Bandiera e loro compagni con cenno storico, Bologne, 1877.
- Scritti letterari e politici , Rome, 1887.

## Source
- (it) Cet article est partiellement ou en totalité issu de l’article de Wikipédia en italien intitulé « Carlo Gemelli » (voir la liste des auteurs).